# Slippin'
«Slippin'» — пісня американського репера DMX, випущена 27 листопада 1998 року як перший сингл з його другого студійного альбому Flesh of My Flesh, Blood of My Blood. 
Пісня посіла 30-е місце в чарті синглів Великобританії та 60-е місце в американському Billboard Hot R&B/Hip-Hop Songs.
Пісня розповідає про важке дитинство і молодість репера. У 2018 році адвокати DMX показали відео судді Джеду С. Ракоффу, намагаючись переконати Ракофф бути поблажливим при винесенні DMX вироку за ухилення від сплати податків; Ракофф погодився, засудивши DMX лише до одного року в'язниці замість п'яти років.

## Список пісень
CD 1
1. "Slippin'"
2. "No Love 4 Me"
3. "Get at Me Dog"
4. "Get at Me Dog" (Video)

CD 2
1. "Slippin'"
2. "Ruff Ryders' Anthem"
3. "How's It Goin' Down"
4. "Ruff Ryders' Anthem" (Video)

## Чарти
| Чарт (1999)                          | Найвища позиція |
| ------------------------------------ | --------------- |
| U.S. Billboard Hot R&B/Hip-Hop Songs | 60              |
| UK Singles Chart                     | 30              |